# Nachkriegsmoderne

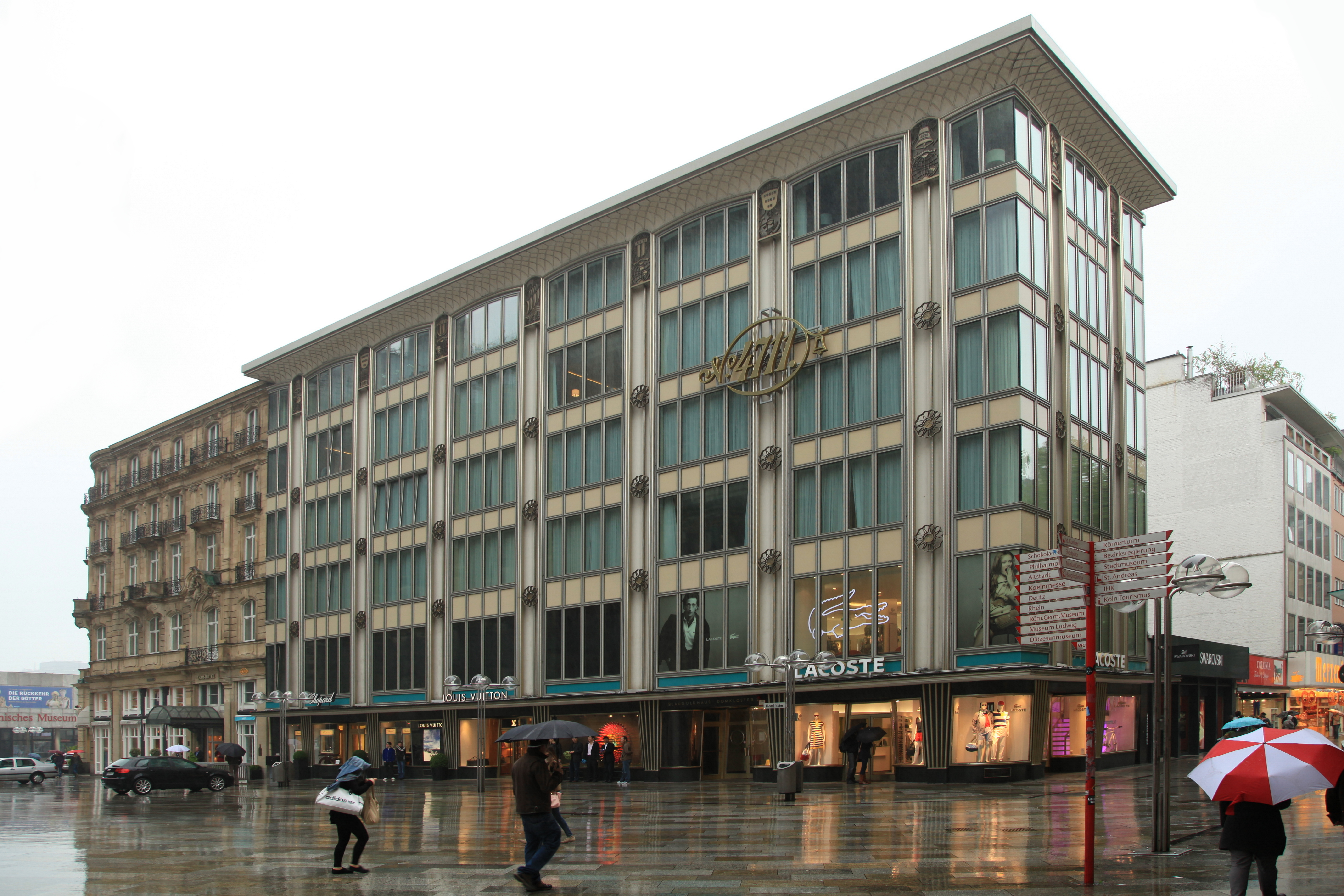
Blau-Gold-Haus in Köln, 1952

Der Begriff Nachkriegsmoderne entstand in den 1990er Jahren im wiedervereinigten Deutschland im Zuge der Forschungen zur Architektur der deutschen Nachkriegszeit. Er positioniert sich gegen eine gerade in den 1970er und 1980er Jahren verbreitete Meinung, die Architektur der 1950er und 1960er Jahre hätte nicht zur Moderne gezählt. Ein populärer Vertreter der letztgenannten Auffassung war Christoph Hackelsberger, der in seinem Pamphlet Die aufgeschobene Moderne von 1985 bereits im Titel diese Auffassung fortleben ließ.

## Beschreibung
Beruhend auf stilistischen und kulturhistorischen Untersuchungen der Architekturgeschichte konnten die neueren Forschungen jedoch seit den 1990er Jahren nachweisen, dass die Bezüge zur klassischen und internationalen Moderne weitreichend sind, und die Zeit zwischen 1945 und etwa 1975 mit ihren Hauptströmungen zur Moderne des 20. Jahrhunderts zu rechnen ist.
Bei der Differenzierung innerhalb der Periode der Nachkriegsmoderne wird in allen Publikationen grundsätzlich von einer Unterteilung in zwei Phasen ausgegangen, die meist ganz allgemein als „die fünfziger Jahre“ und „die sechziger Jahre“ angegeben wird. Immer wieder wurde aber darauf aufmerksam gemacht, dass diese Benennung ungünstig ist, da die Phasen ja nicht an den Grenzen der Jahrzehnte enden würden. Jüngst wurde daher die Benennung der beiden Phasen als Die Erste Nachkriegsmoderne und Die Zweite Nachkriegsmoderne vorgeschlagen, und zwar in einer Publikation, die die Architektur der Ersten Nachkriegsmoderne zum Thema nimmt. Zudem muss zwischen den Architekturen der inzwischen historischen beiden deutschen Staaten, der DDR und der damaligen Bundesrepublik unterschieden werden.

## Phasen der Nachkriegsarchitektur der Bundesrepublik Deutschland
Die Möglichkeit zu einer neuen Architektur gab es seit dem Kriegsende und der Kapitulation 1945. Einige Kontinuitäten seit der NS-Zeit sind zwar stilistisch augenfällig, die Annahme jedoch, die Architektur der Nachkriegszeit sei von der Zeit des Nationalsozialismus insgesamt bestimmt gewesen, trifft nicht zu. Die Architektur der Nachkriegszeit lässt sich dann einteilen in die frühe Phase, die oft „Die fünfziger Jahre“ genannt werden und tatsächlich bis etwa 1957 reichen, als die Internationale Bauausstellung (Interbau) in West-Berlin stattfand. Diese erste Phase von 1945 bis 1957, die von der Rasterfassade bestimmt war, kann als Erste Nachkriegsmoderne bezeichnet werden. Daraufhin begann eine Übergangsphase, die von der Vorhangfassade als Frontlösung bestimmt war und die insgesamt in eine internationale Moderne hineinführte. Ab etwa 1963 beginnt dann die Architektur der Zweiten Nachkriegsmoderne, die bis Ende der 1970er Jahre reichte, und dann schrittweise von verschiedenen, teils sich überlagernden  Architekturströmungen wie der Postmoderne, dem Strukturalismus oder einer High-Tech-Architektur sowie auch dem Dekonstruktivismus abgelöst wurde.

## Phasen der Nachkriegsarchitektur der Deutschen Demokratischen Republik
Die Periodeneinteilung der Nachkriegsarchitektur der DDR ist von den Forschungen von Andreas Butter und Ulrich Hartung bestimmt, die weitgehend übernommen wurde. So haben sie mit dem Buch „Ostmoderne“ einen Begriff eingeführt, der inzwischen überwiegend angewendet wird. Allerdings wird er nicht immer mit der präzisen Abgrenzung zitiert, die die Autoren sich gewünscht hatten. Andreas Butter hat in seinem Buch zur Architektur seit 1945 in der SBZ und späteren DDR in großer Materialfülle nachgewiesen, dass es bereits vor 1950 eine Architektur in Anknüpfung an die Klassische Moderne und diverse internationale Tendenzen gab. Durch diverse politische Bestrebungen gab es dann seit 1950 in der DDR ein Umschwenken zu einer traditionalistischen Architektur. Sie wird als „Architektur der Nationalen Traditionen“ bezeichnet. Diese Architekturperiode war in starkem Maße durch den sowjetischen Architekturstil und „Die 16 Grundsätze des Städtebaus“ bestimmt. Es handelte sich um eine erzwungene, vorwiegend stilistisch begründete und politisch verstandene Wende in der Architektur der DDR: Die Partei SED als Staatsführung selbst erzwang den Wechsel bei den Architekten. Die Publikationen von Werner Durth, Jörn Düwel und Niels Gutschow stellen insbesondere für diese Periode und dort schwerpunktmäßig für den Städtebau umfassende Grundlagen zur Verfügung. Auch in der Phase der „Nationalen Traditionen“ gab es wohl bereits eine Vielzahl von Bestrebungen zu einer Industrialisierung und Typung. Aber erst nach einer Baukonferenz 1955 schwenkte die DDR dann schrittweise zurück zu einer zweiten Phase der Moderne. Auch hier gab es also eine Übergangsphase, die allerdings leicht versetzt zur BRD von 1955 bis 1960 reichte. Ab 1960 kann man in der Architekturgeschichte der DDR dann von einer zweiten Phase der Moderne reden. Die Spezifik dieser zweiten Phase der Architektur der DDR lag in einer radikalen Industrialisierung des Bauens auf der Grundlage eines beschränkten Sortiments von Typenbauten und der Ästhetisierung dieser strengen Form des Bauens. Sie nahm auch einen wesentlichen Einfluss auf den Städtebau, der nun von dem räumlich differenzierten Zusammenspiel einer beschränkten Anzahl ähnlicher Bautypen bestimmt war. Diese Phase wurde 2020 im ersten Teil einer Publikation der Wüstenrot Stiftung über die Analyse verschiedener Baugattungen und den Städtebau vertieft beschrieben. Der zweite Teil des Buches fragt nach den Möglichkeiten des differenzierten Denkmalschutzes und der Denkmalpflege einer solchen Architektur.

## Beispiele aus Deutschland

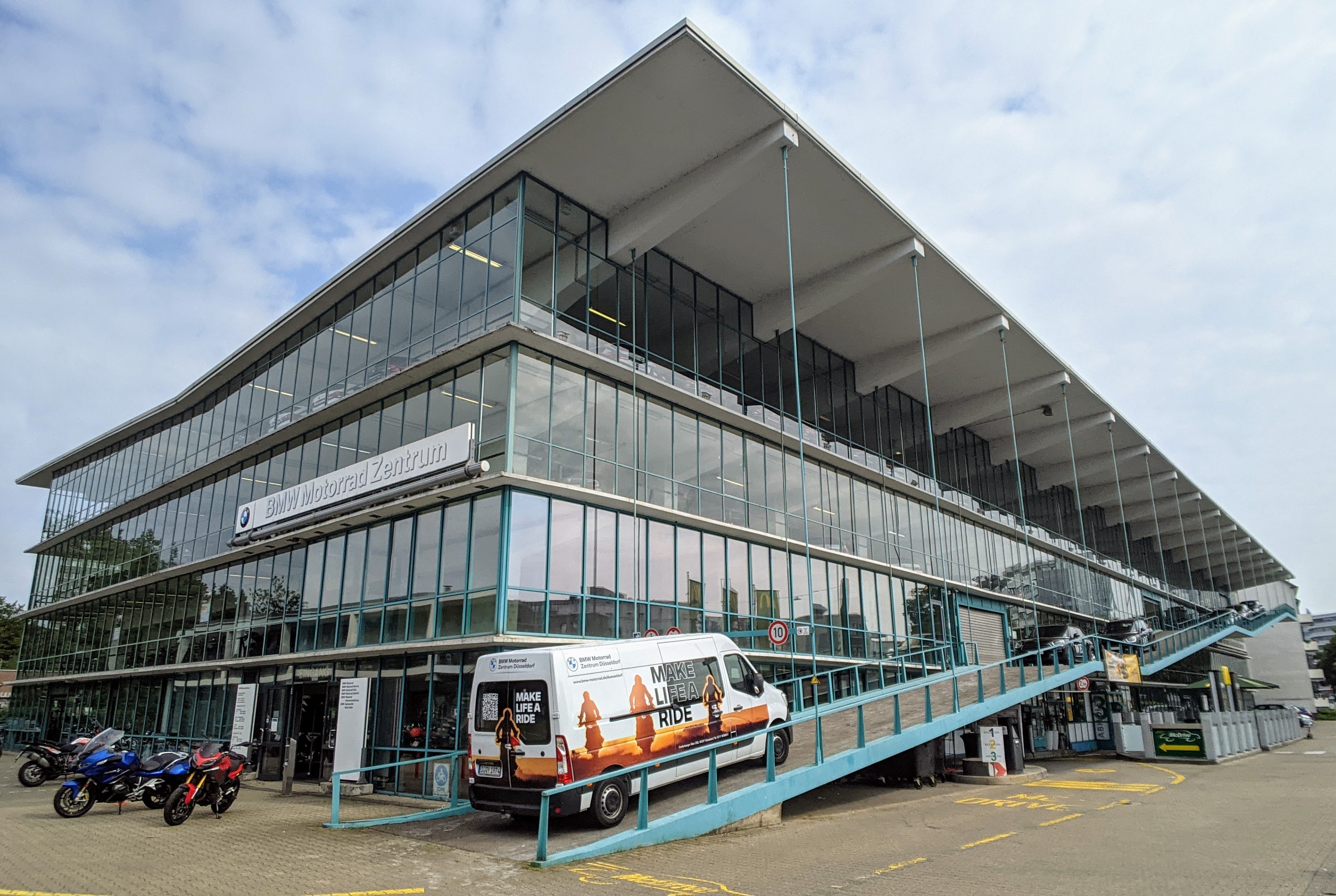
Paul Schneider-Esleben, Hochgarage („Haniel-Garage“), Düsseldorf 1950–1952
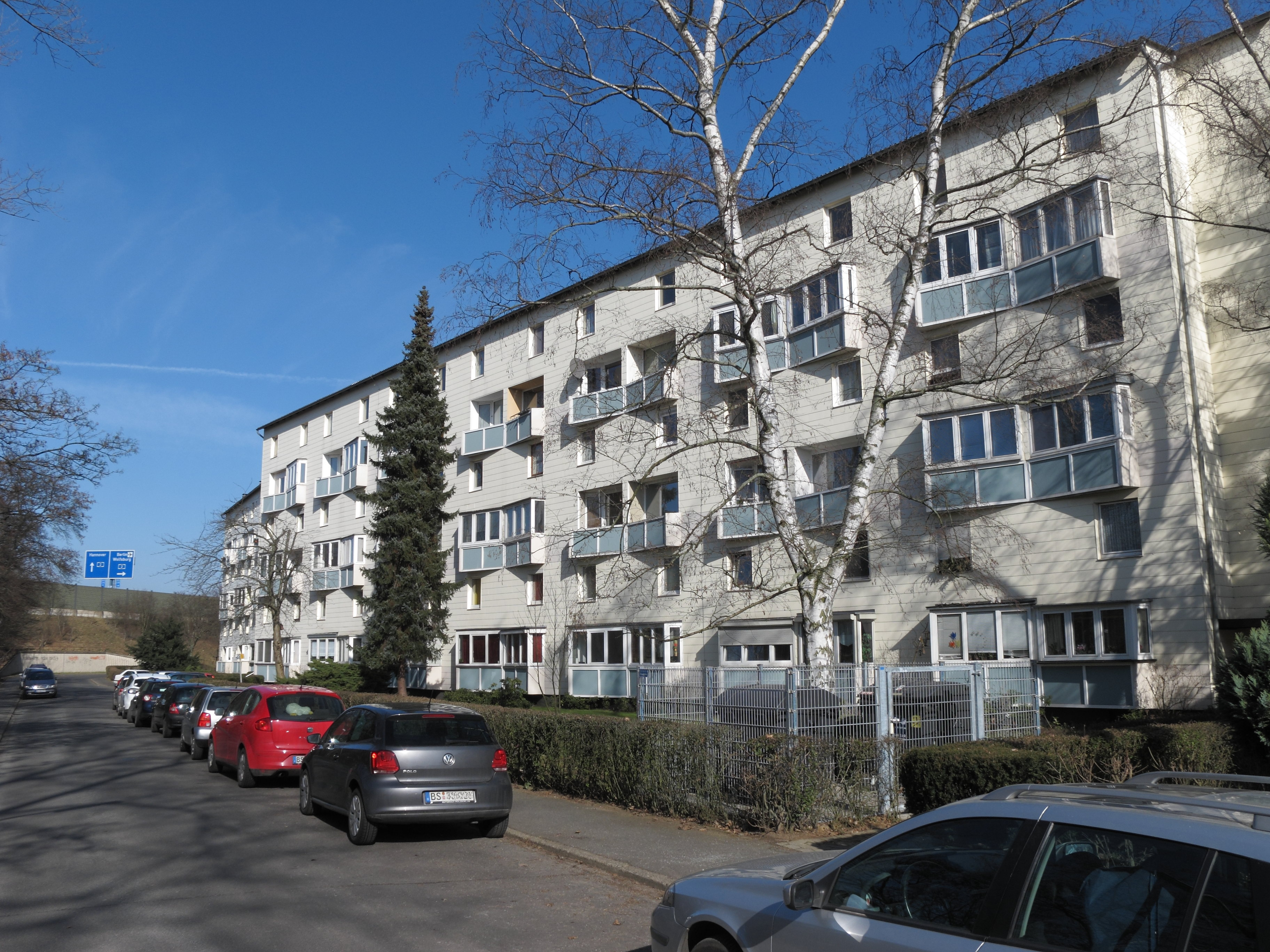
ECA-Programm, Lincolnsiedlung, Rühme 1952–1953
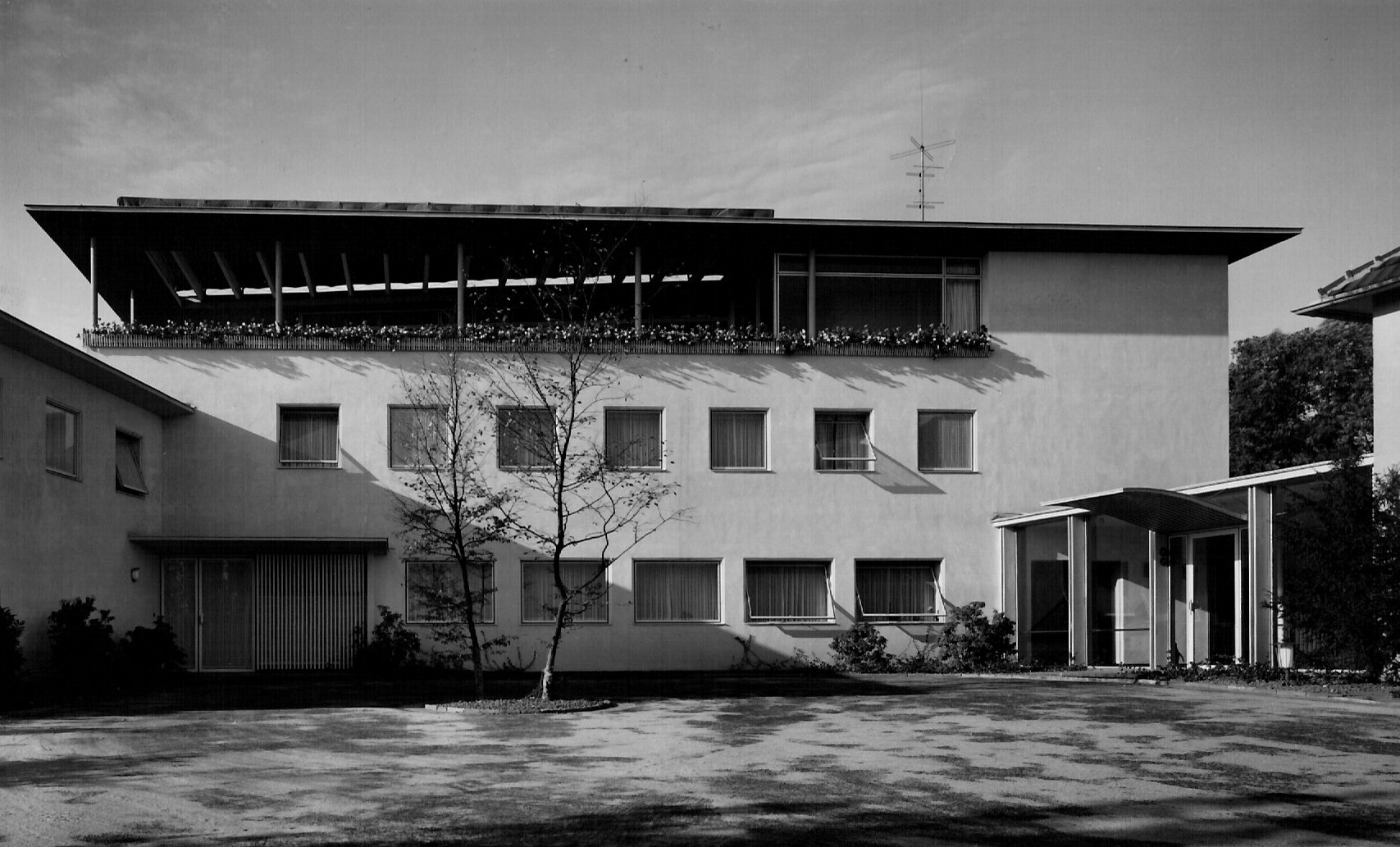
Heinrich Bartmann, Landesvertretung Nordrhein-Westfalen, Bonn, 1952–1954
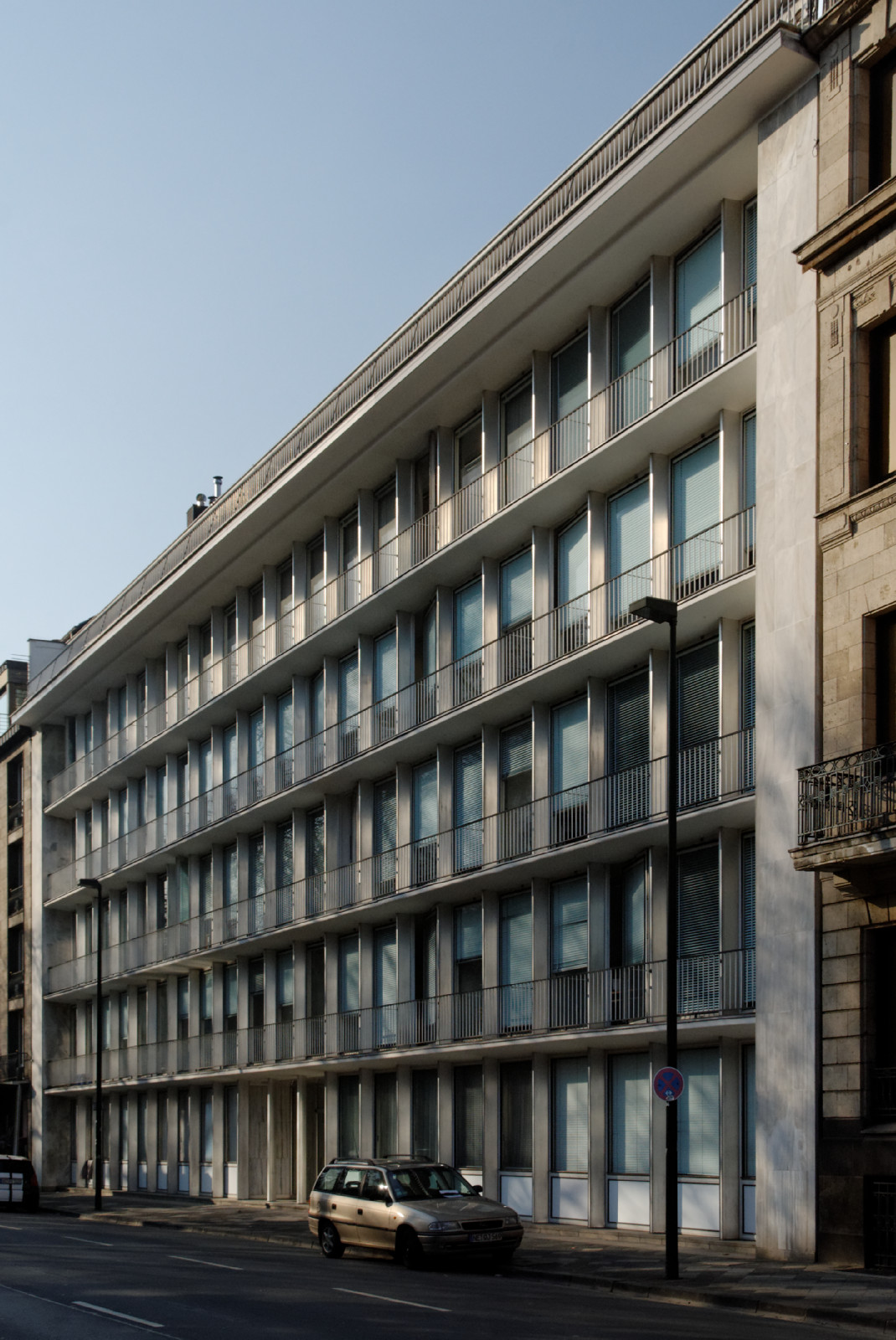
Hubert Petschnigg, Aluminiumhaus, Düsseldorf 1952–1953
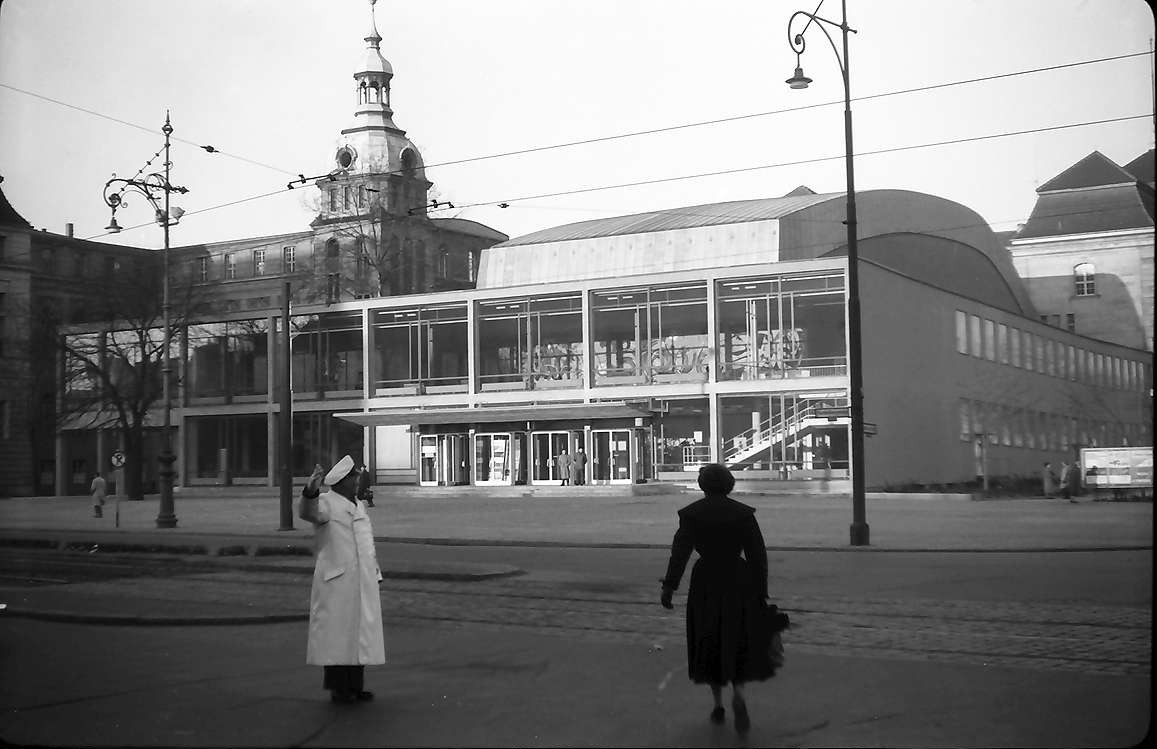
Paul Baumgarten, Konzertsaal und Studiobühne der HdK, Berlin 1952–1953
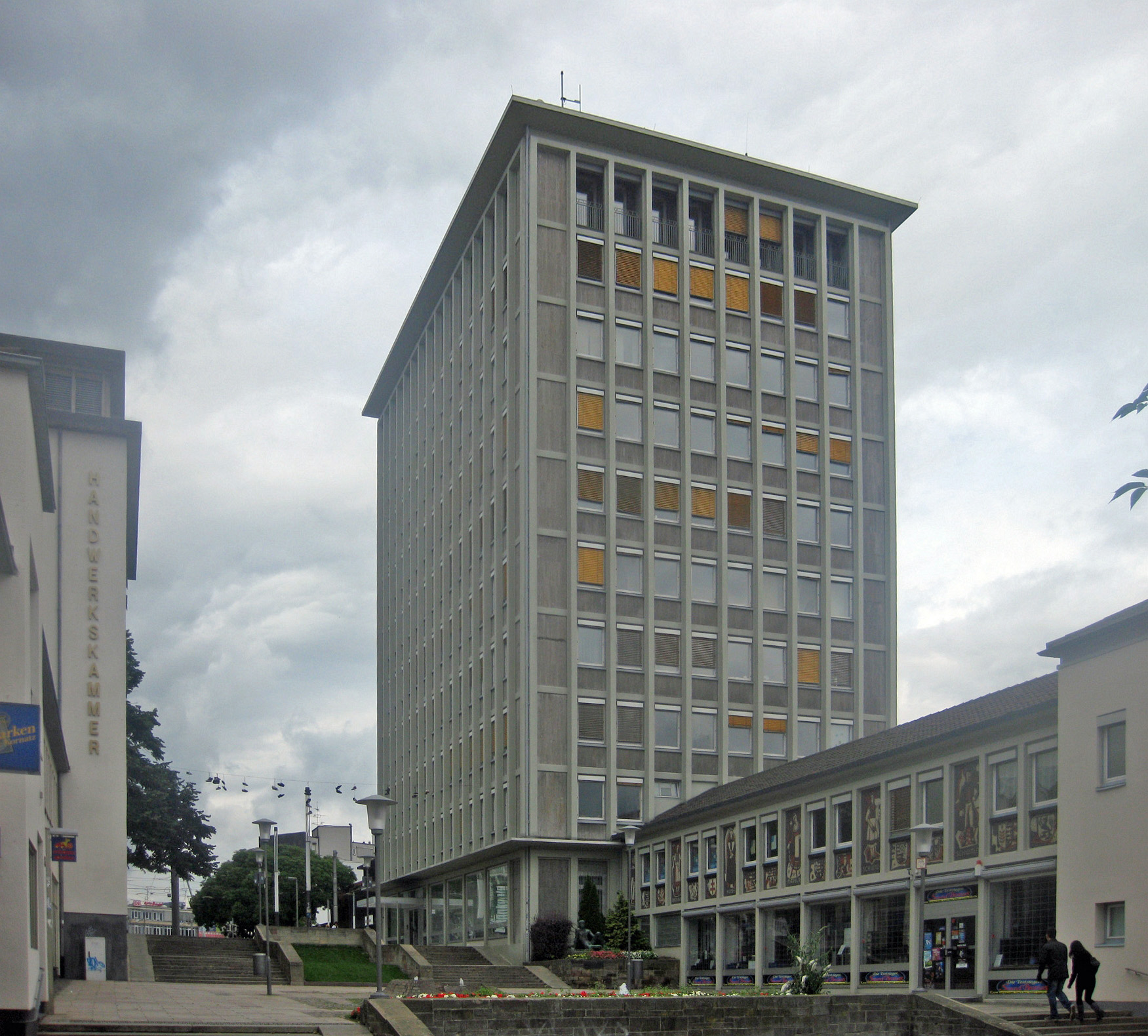
Treppenstraße mit EAM-Hochhaus in Kassel, 1953
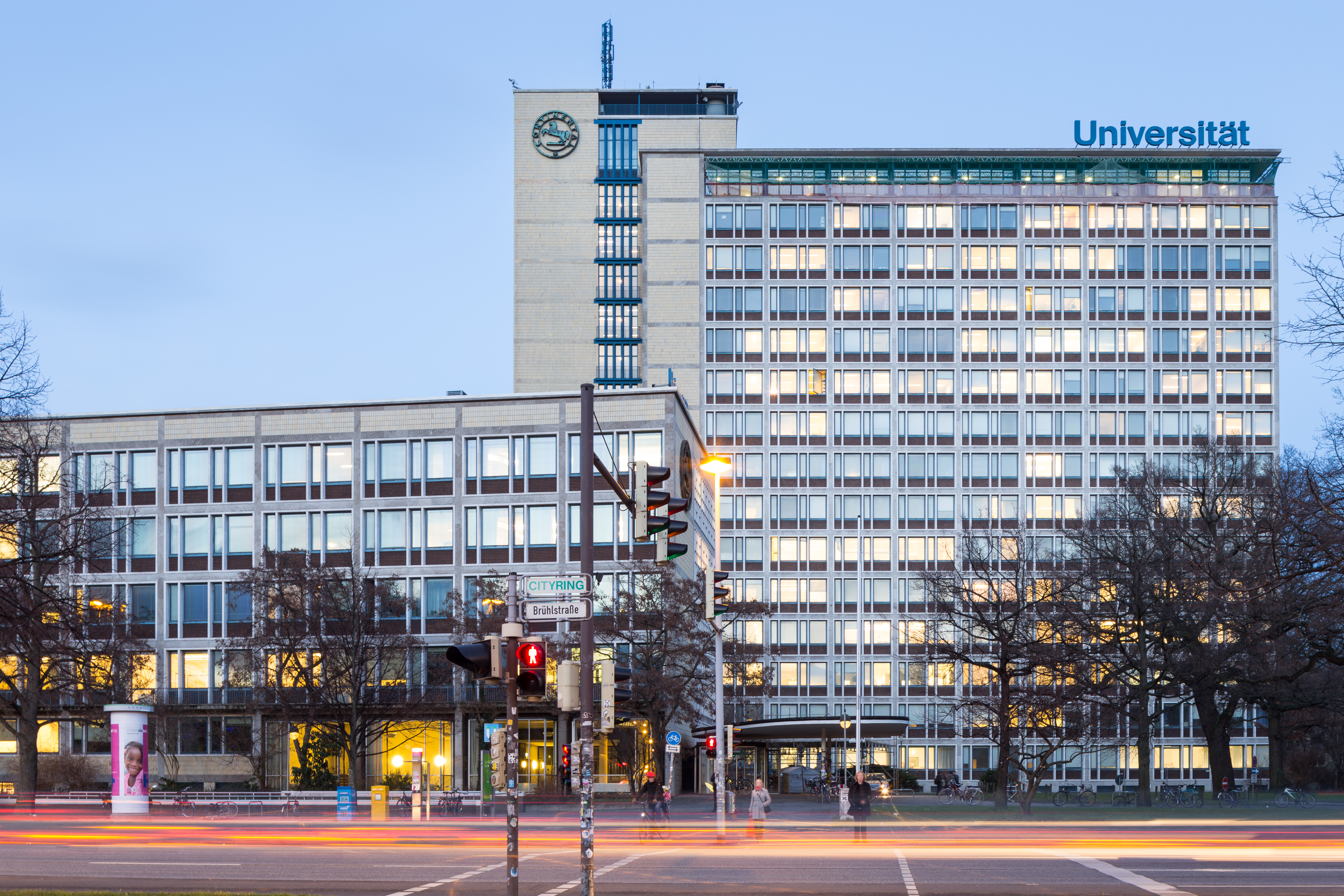
Ernst Zinsser, Verwaltungsgebäude Continental-Gummiwerke, Hannover 1953
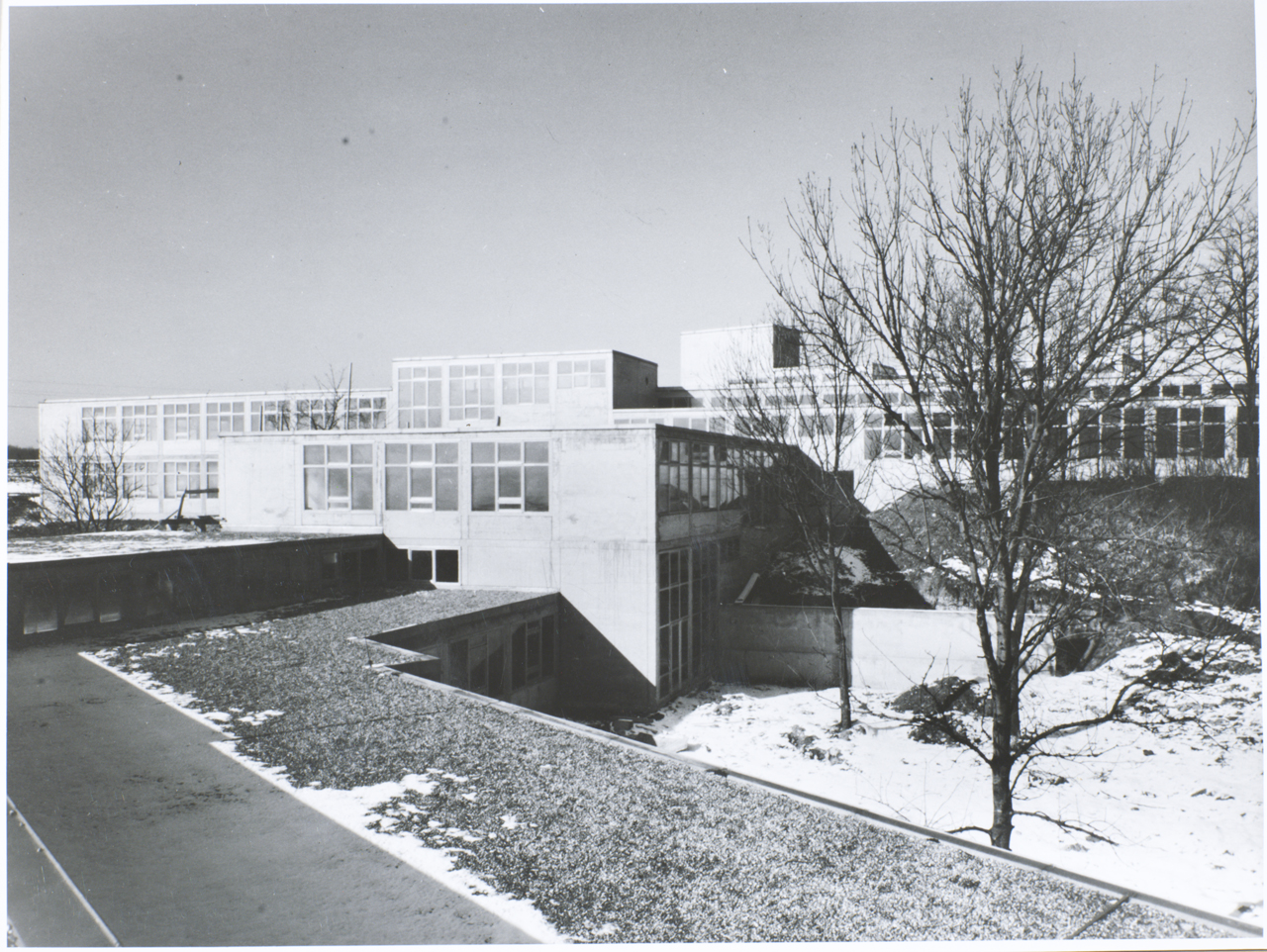
Max Bill, Hochschule für Gestaltung, Ulm 1953–1955
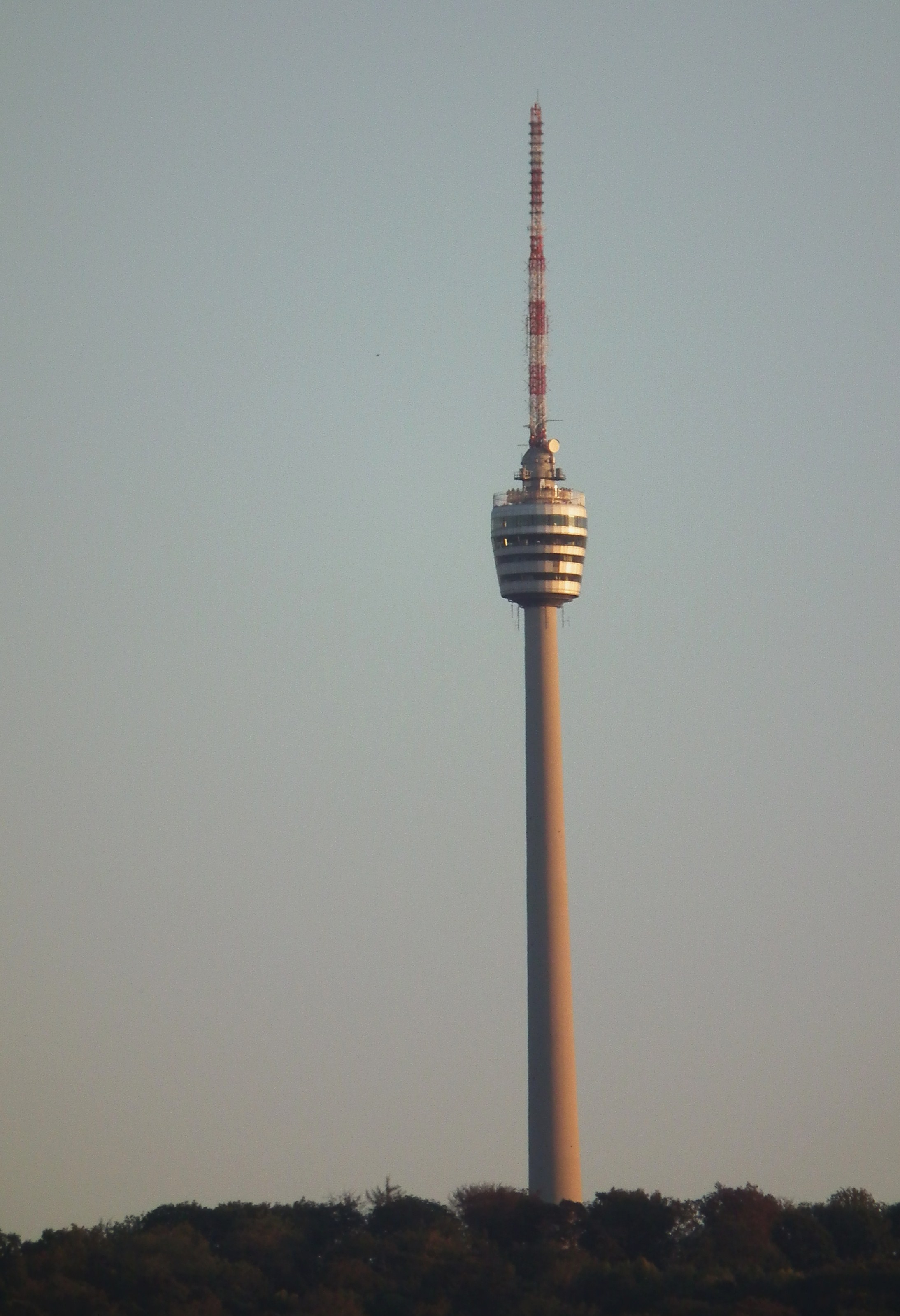
Fritz Leonhardt, Fernsehturm, Stuttgart 1954–1955
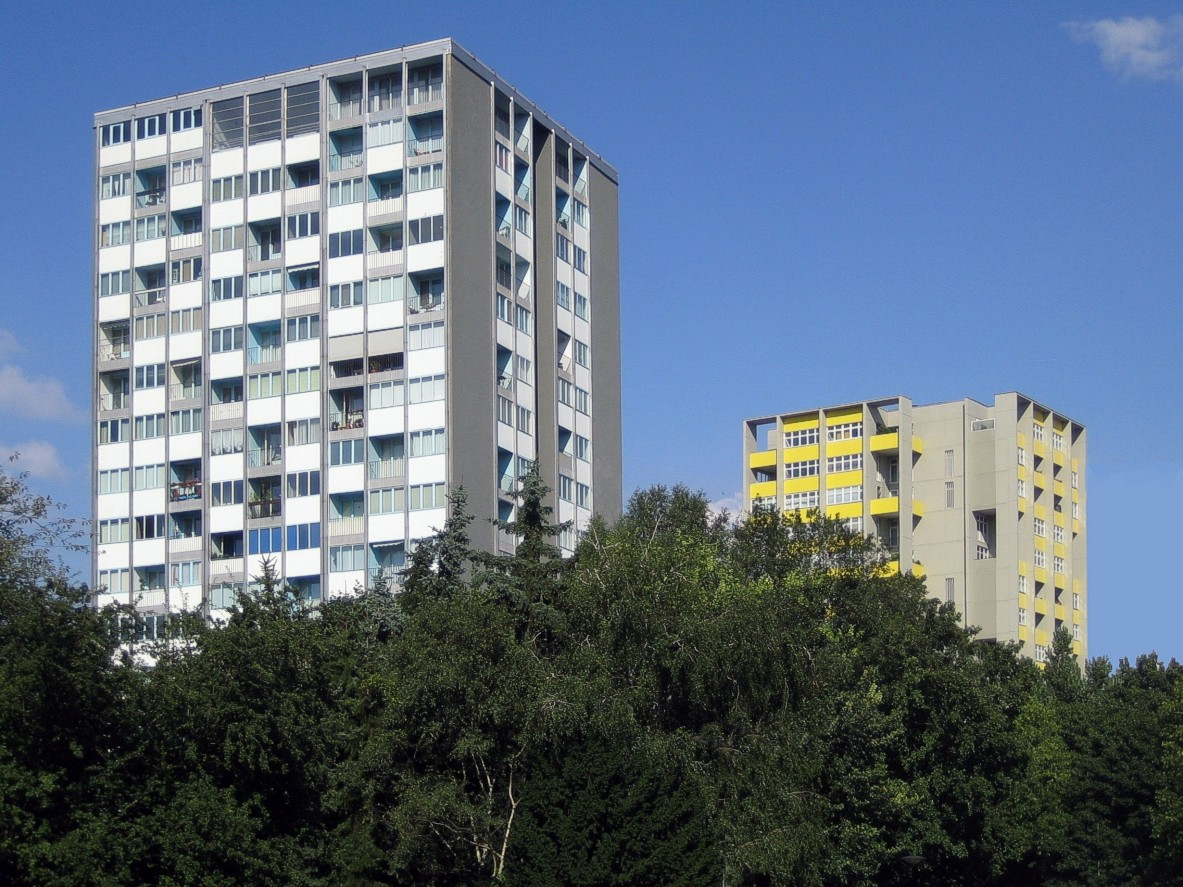
Wohnhochhäuser im West-Berliner Hansaviertel, Interbau 1957
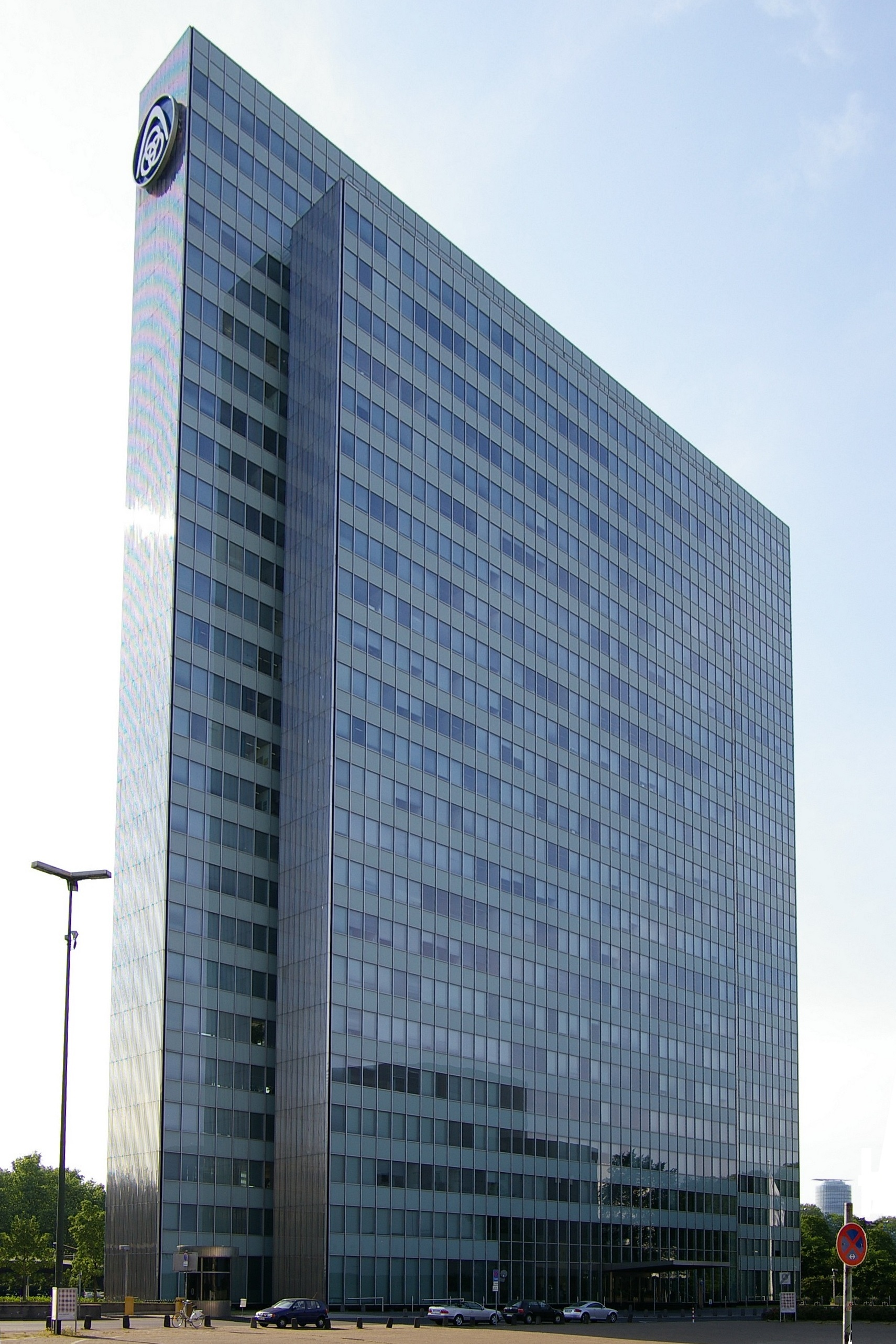
Hubert Petschnigg und Helmut Hentrich, Dreischeibenhaus, Düsseldorf 1957–1960
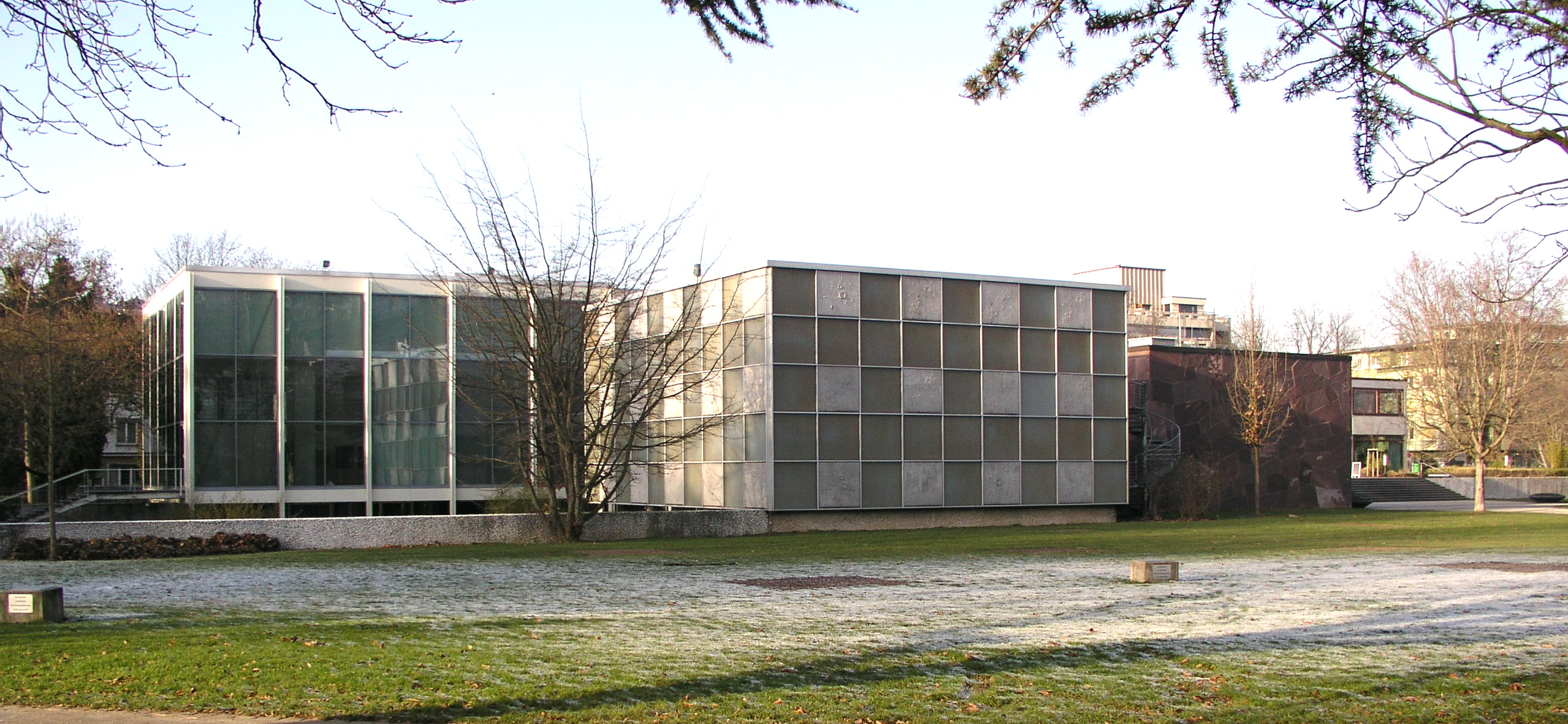
Manfred Lehmbruck, Reuchlinhaus, Pforzheim 1957–1961
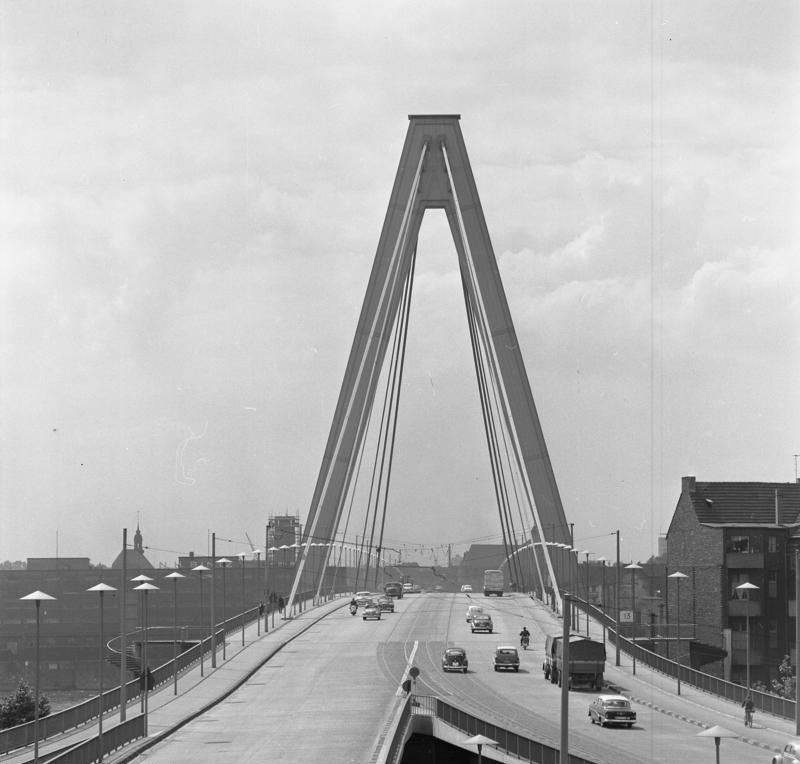
Fritz Leonhardt, Severinsbrücke, Köln 1958–1959
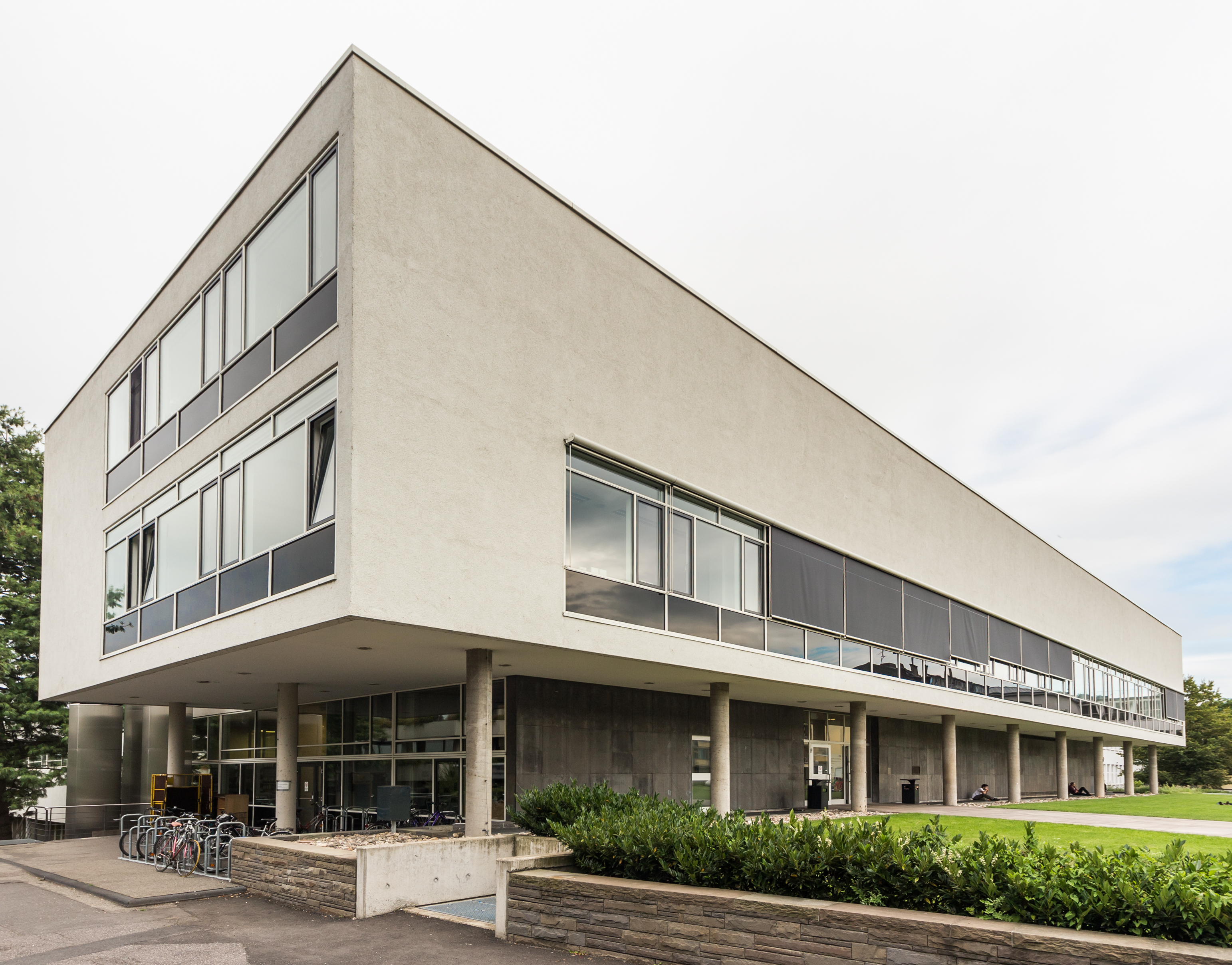
Fritz Bornemann, Universitätsbibliothek, Bonn 1960
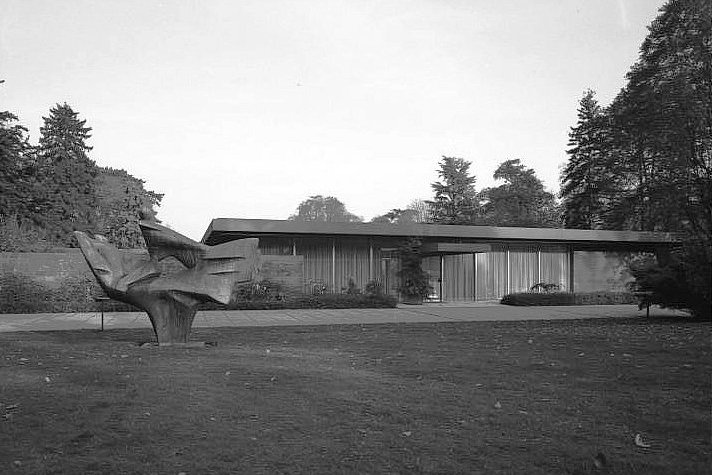
Sep Ruf, Kanzlerbungalow, Bonn 1963–1964
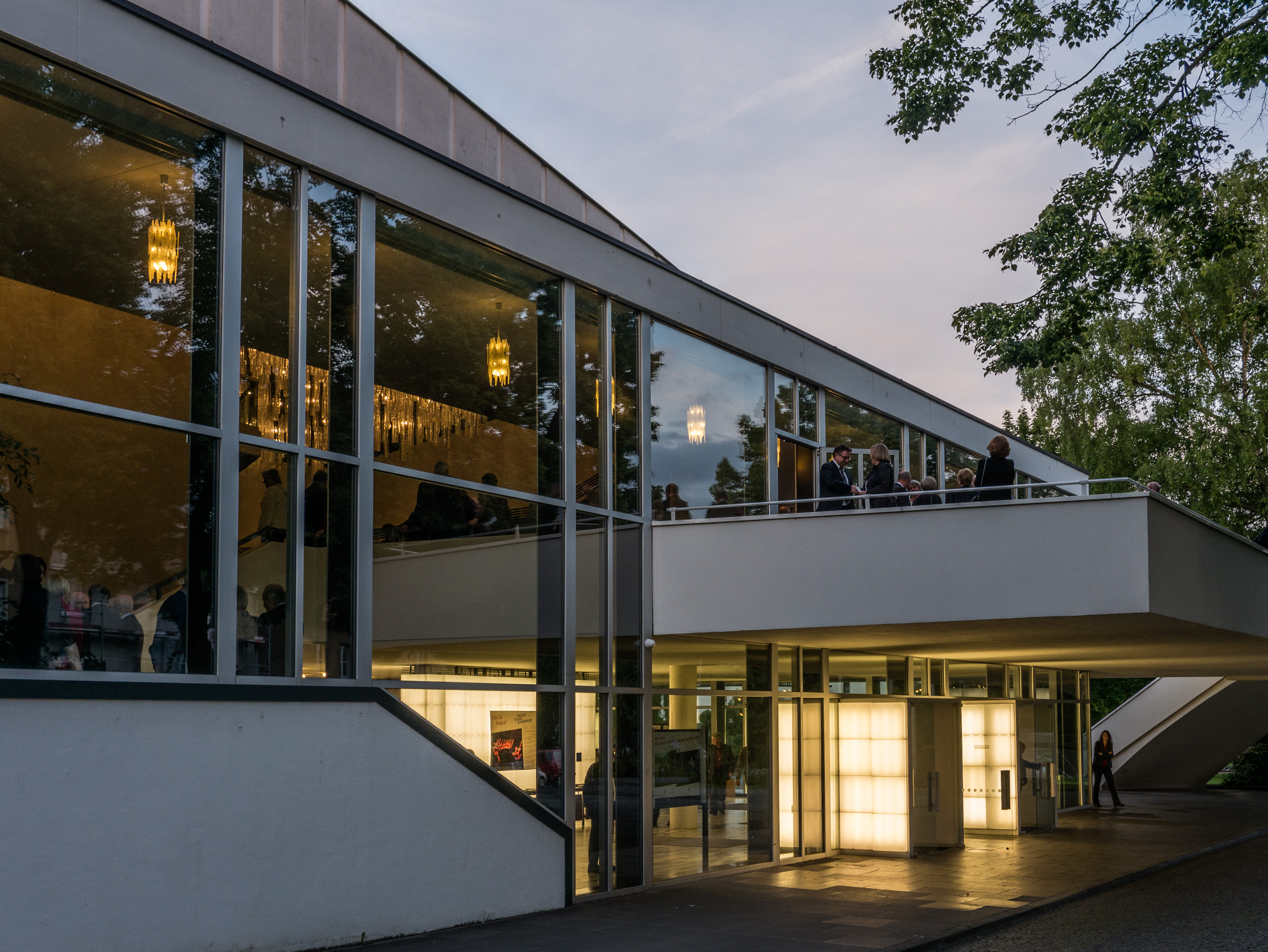
Erich Schelling, Theater der Stadt Schweinfurt, Schweinfurt 1964–1966
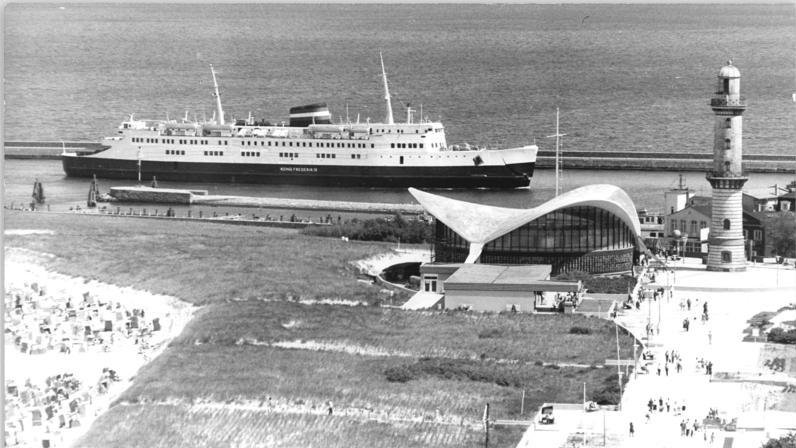
Ulrich Müther, Gaststätte „Teepott“, Rostock 1967–1968
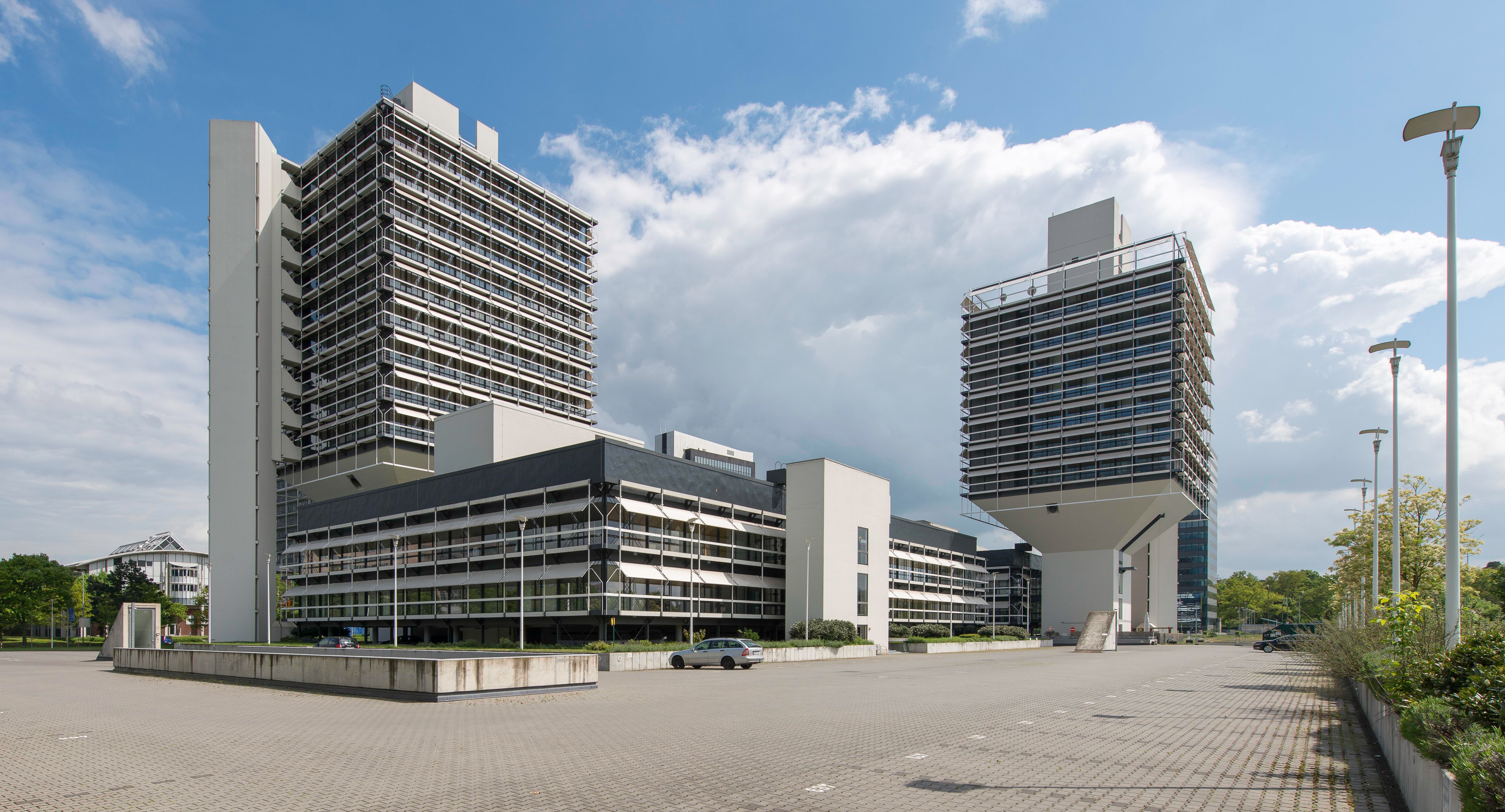
Egon Eiermann, „Olivetti-Türme“, Frankfurt am Main, 1968–1972

## Nachkriegsmoderne International

### Europa

#### Großbritannien
In Großbritannien wurde in den 1950er und 1960er Jahren der Brutalismus quasi zur Staatsarchitektur. Wichtige Vordenker wie Reyner Banham gaben diesem Trend ein theoretisches Fundament, das lange nachwirkte. Ab den 1970er Jahren begannen Architekten wie Norman Foster und Richard Rogers einen Stil zu entwickeln, der der Wegbereiter der High-Tech-Architektur wurde.

#### Frankreich

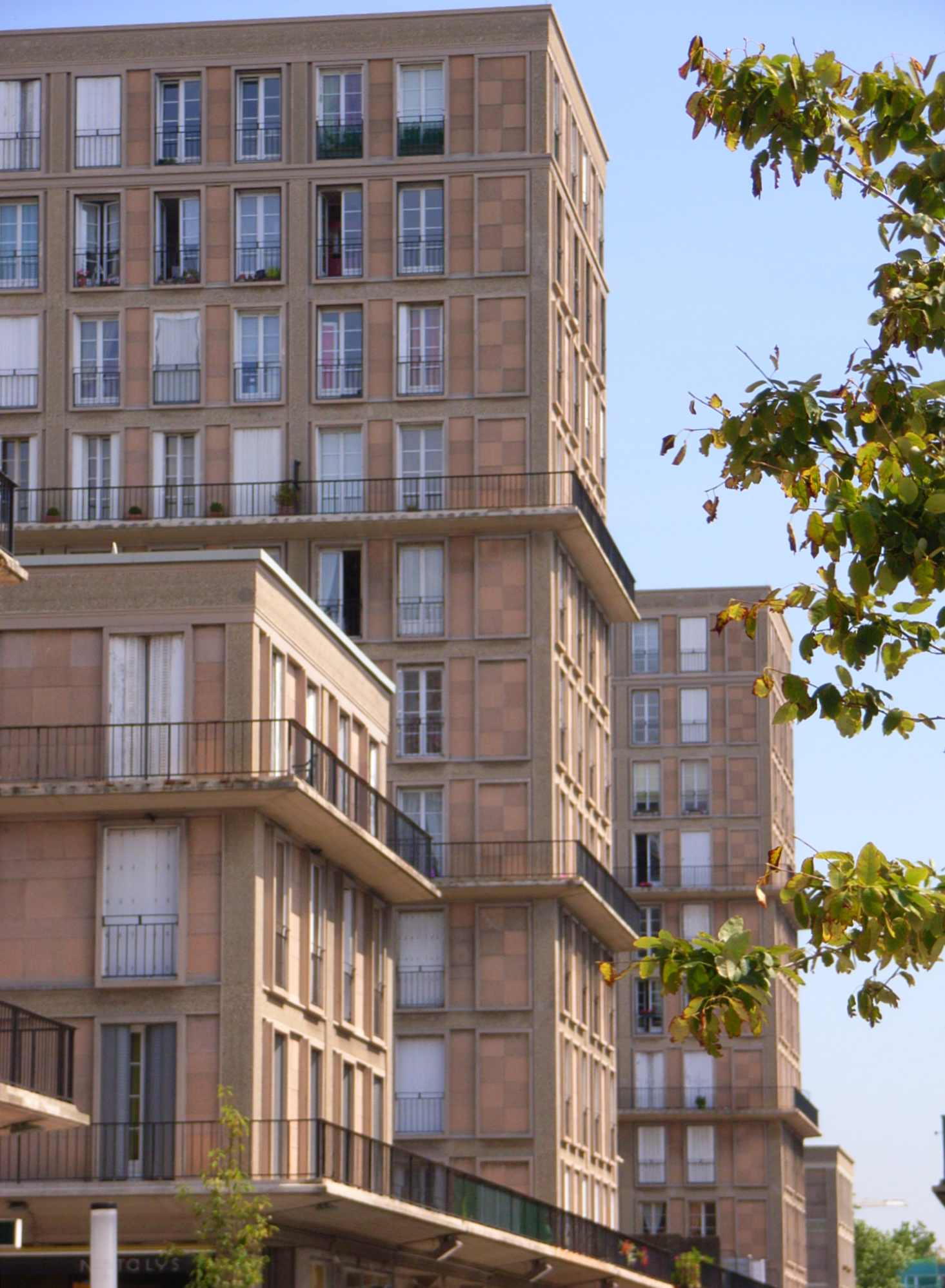
Innerstädtische Bebauung in Le Havre aus den 1950ern

Auguste Perret prägte mit dem Wiederaufbau von Le Havre eine eigene Form der Nachkriegsarchitektur. Diese modernen Betonbauten besitzen reduziertes historisierendes Dekor wie Gesimse und Faszien. Besondere Bedeutung hat der Plattenbau in der französischen Nachkriegsmoderne. Das von Raymond Camus (10.4.1911 Le Havre – 24.1.1980 Paris), Ingenieur Citroën 1948–1952, entwickelte System zur Vorfabrikation wurde international angewandt und wirkte sich auch auf die Montagebau-Techniken in der Sowjetunion und der DDR aus.

#### Skandinavien
In Skandinavien nahm die frühe Nachkriegsmoderne eine moderate Position ein. Typische Entwürfe aus dieser Zeit verwendeten Sichtmauerwerk und andere traditionell anmutende Materialien. In den 1960er Jahren begann in Schweden mit dem sogenannten Millionenprogramm eine neue Phase. Der Massenwohnungsbau setzte auf industrialisiertes Bauen und war nicht mehr moderat wie zuvor, sondern kompromisslos modern. Große Kultur- und Verwaltungsbauten – wie das Kulturhuset in Stockholm von Peter Celsing – wurden in einem Stil erbaut, der Elemente von Brutalismus und International Style miteinander verband, mit Sichtbeton und großen Glasflächen. In Dänemark orientierte sich Arne Jacobsen stark an den Entwürfen von Mies van der Rohe und entwarf Bauten mit Vorhangfassaden in immer größer werdendem Maßstab. Besonders deutlich ist dies beim SAS Royal Hotel in Kopenhagen und beim dortigen Gebäude der Dänischen Nationalbank. Eine Besonderheit der Nachkriegsmoderne in der finnischen Architektur sind die organisch-skulpturalen Bauten von Alvar Aalto.

### Amerika

#### Nordamerika
In den USA machte sich der Einfluss der Architekten bemerkbar, die in den 1930er Jahren aus Europa emigriert waren. Besonders spürbar ist dies in den Fällen von Walter Gropius und Ludwig Mies van der Rohe. Die Entwicklung der Vorhangfassade war ein wichtiger Aspekt der US-Nachkriegsmoderne. Architekturbüros wie Skidmore, Owings & Merrill bauten auf den Ideen von Mies van der Rohe auf und prägten den sogenannten International Style. Eine weitere Entwicklung, die spezifisch für die USA war, ist der sogenannte New Formalism. Architekten wie Philip Johnson, Edward Durell Stone und Minoru Yamasaki entwarfen moderne Gebäude ohne den schlichten Minimalismus ihrer Vorgänger. Stattdessen brachten sie Formenvielfalt und Dekorative Elemente in die Nachkriegsmoderne.

#### Südamerika

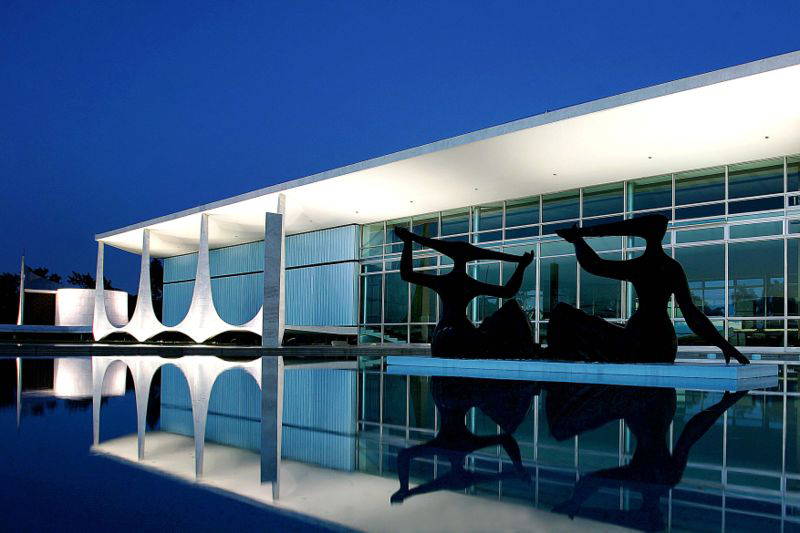
Alvorada-Palast (Amtssitz der brasilianischen Präsidenten) – Brasília (1957/58)

In Südamerika – besonders in Brasilien – entwickelte sich eine eigene Spielart der Nachkriegsmoderne im Umfeld des Architekten Oscar Niemeyer. Der Neubau der Stadt Brasilia ab den 1950er Jahren gilt als eines der bedeutenden Projekte der lateinamerikanischen Architektur.

### Asien, Indien, Naher Osten

#### Japan
Spezifisch für die Nachkriegsmoderne in Japan ist der sogenannte Metabolismus. Die von den Metabolisten geplanten visionären Entwürfe waren oft Megastrukturen und nicht realisierbar. Jene Ideen wirkten sich jedoch auf die realisierten Entwürfen von Architekten wie Kenzō Tange und Kishō Kurokawa aus.

#### Indien
Le Corbusier plante in Indien die Regierungsgebäude von Chandigarh. Der Einfluss von Le Corbusier im Kontinent ist in den Entwürfen zahlreicher lokaler Architekten spürbar. Balkrishna Vithaldas Doshi war beteiligt an Corbusiers Planungen in Ahmedabad.

#### Israel
Nach der Staatsgründung 1948 folgte ein großes Bauprogramm, das maßgeblich von dem Architekten Arieh Sharon beeinflusst wurde. Sharon hatte, wie mehrere andere Architekten, die in der Nachkriegszeit in Israel bauten, am Bauhaus studiert. Der Einfluss des Bauhauses ist auch in der Nachkriegsarchitektur Israels spürbar. In einer späteren Phase entwickelten Architekten wie Zvi Hecker phantasievolle und skulpturale Gebäude, die den Stilrichtungen der organischen Architektur oder des Brutalismus zuzuordnen sind.